# گوتیک آجری

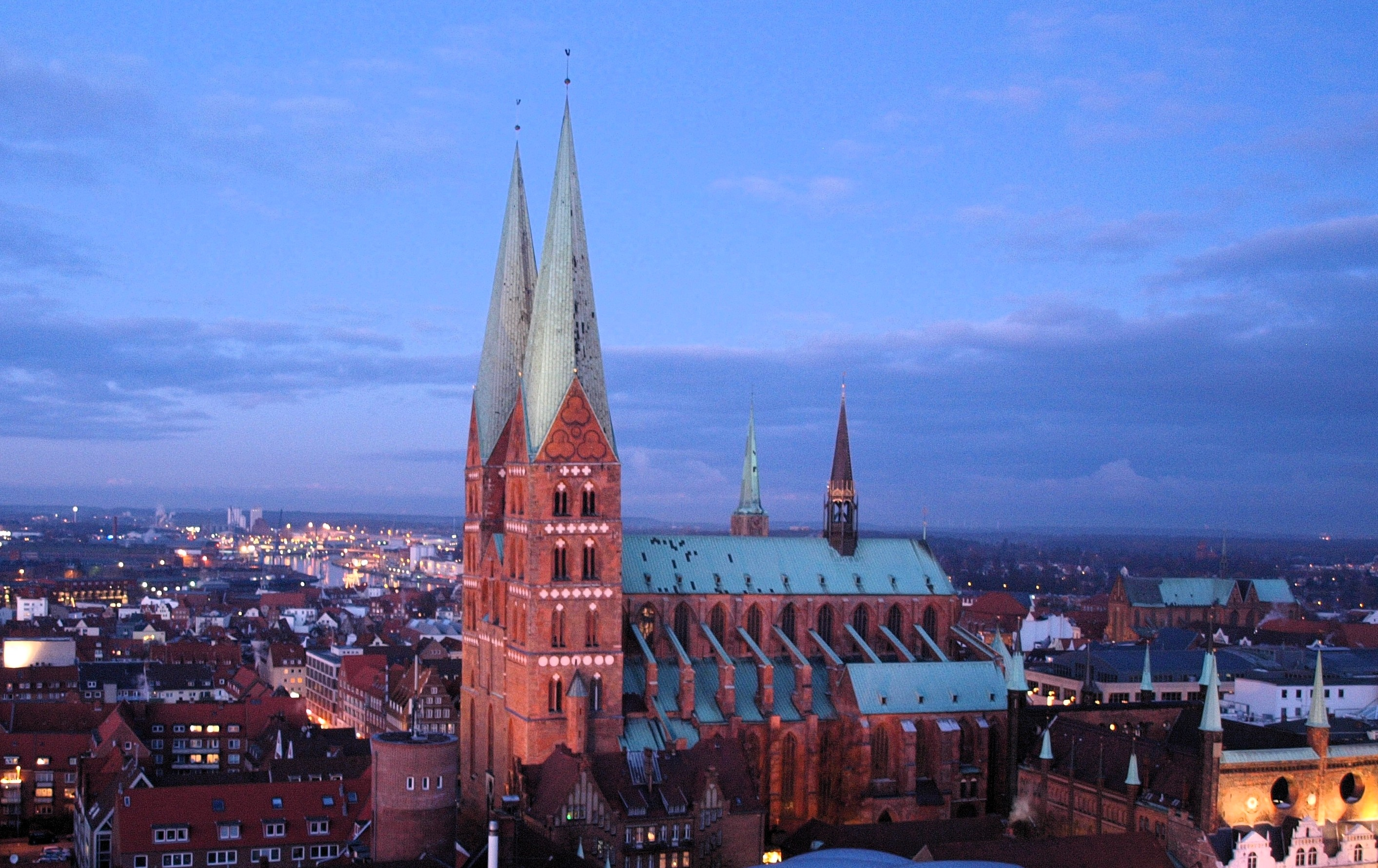
کلیسای سنت ماری لوبک در آلمان نمونه بارز یک معماری گوتیک آجری است

گوتیک آجری (آلمانی: Backsteingotik) عنوان یک سبک خاص از معماری گوتیک رایج در اروپای شمالی و به‌خصوص مناطق اطراف دریای بالتیک می‌باشد. در این مناطق به دلیل کمبود منابع طبیعی همچون سنگ، ساختمان‌ها اساساً با آجر ساخته شده است. ساختمان‌های آجری گوتیک طبقه‌بندی شده با استفاده از یک تعریف دقیق از سبک معماری بر اساس موقعیت جغرافیایی در کشورهایی همچون بلژیک، هلند، آلمان، لهستان، لیتوانی، لتونی، استونی و روسیه، فنلاند و سوئد به وفور یافت می‌شوند.

## نگارخانه

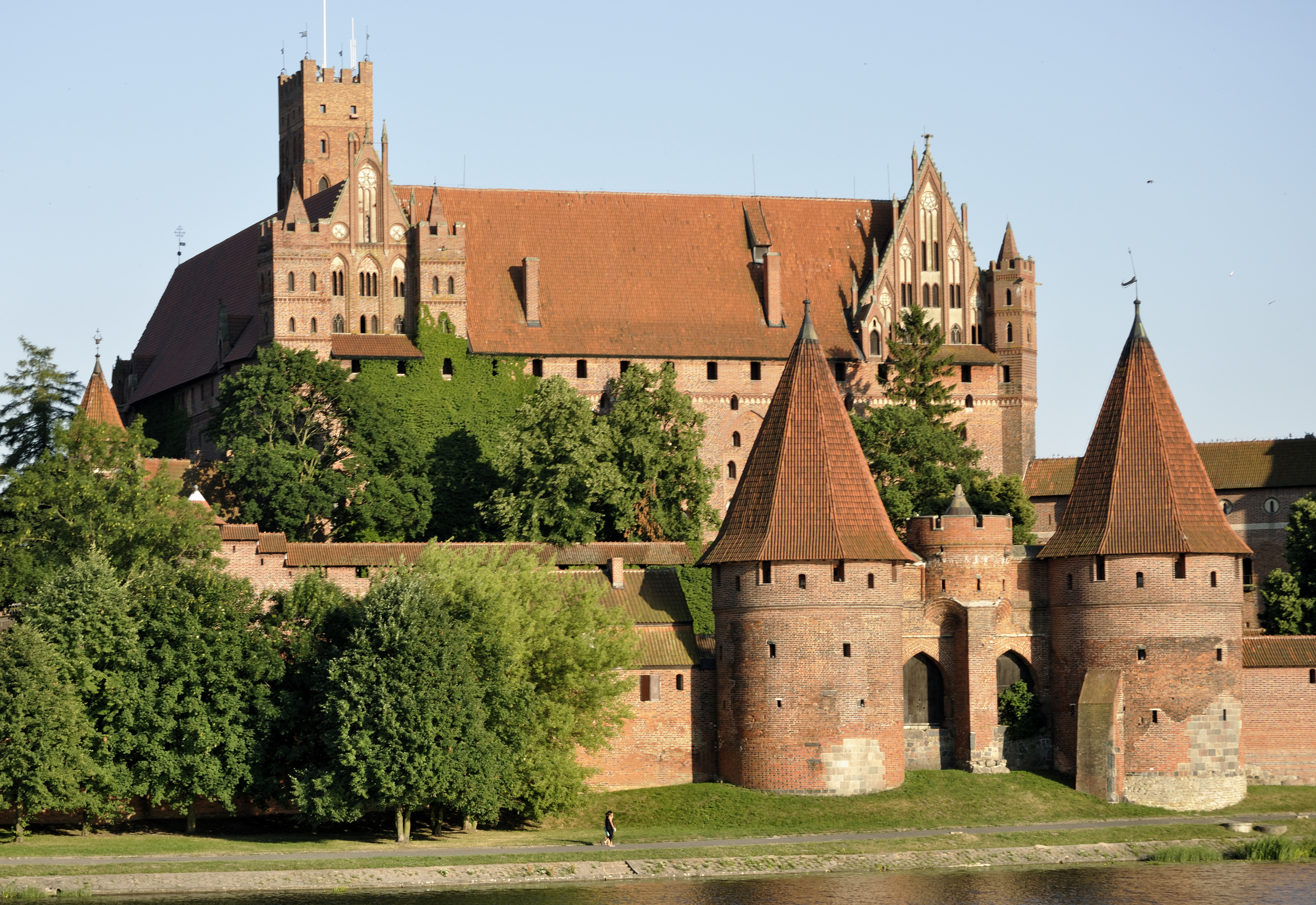
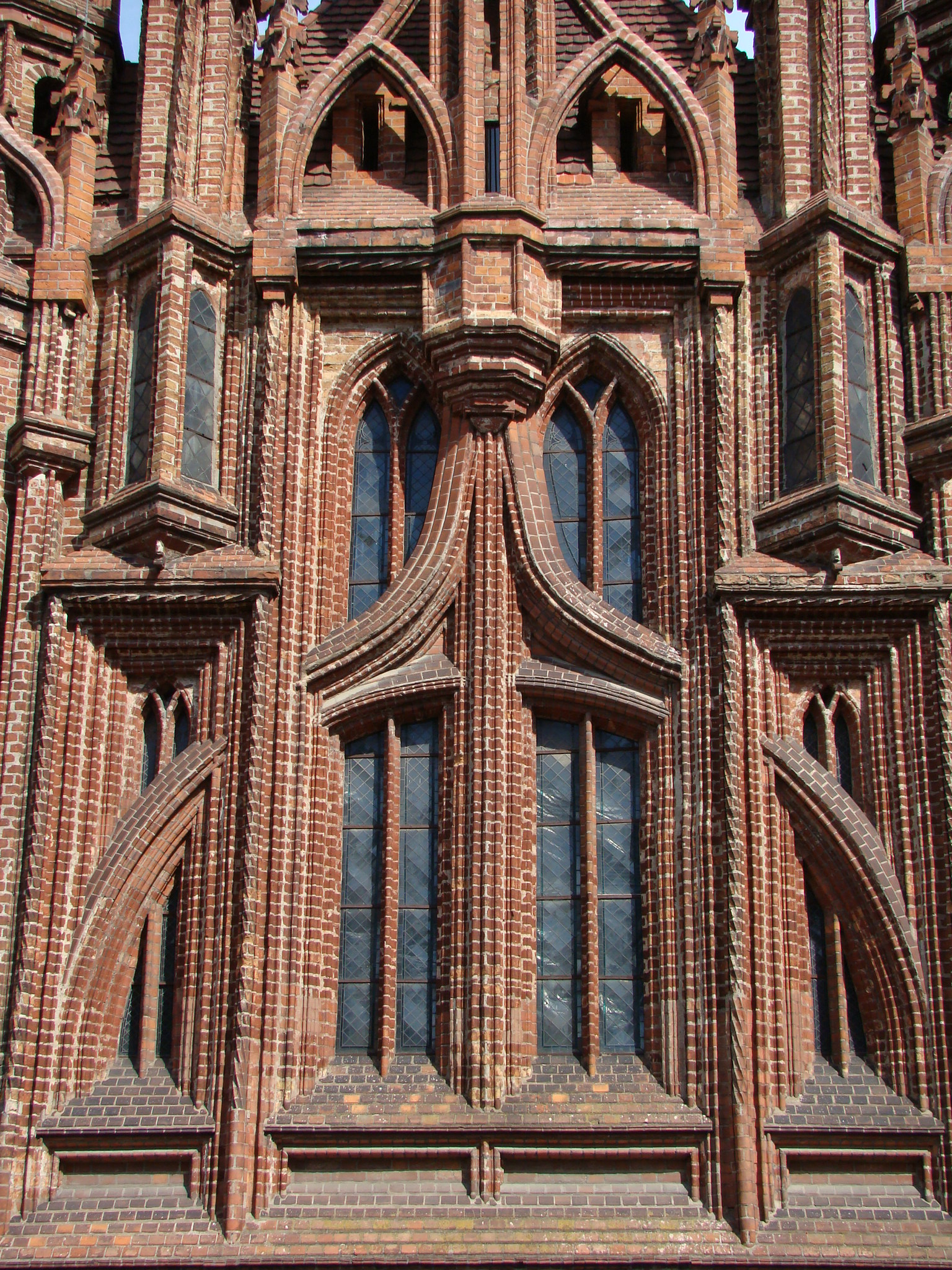
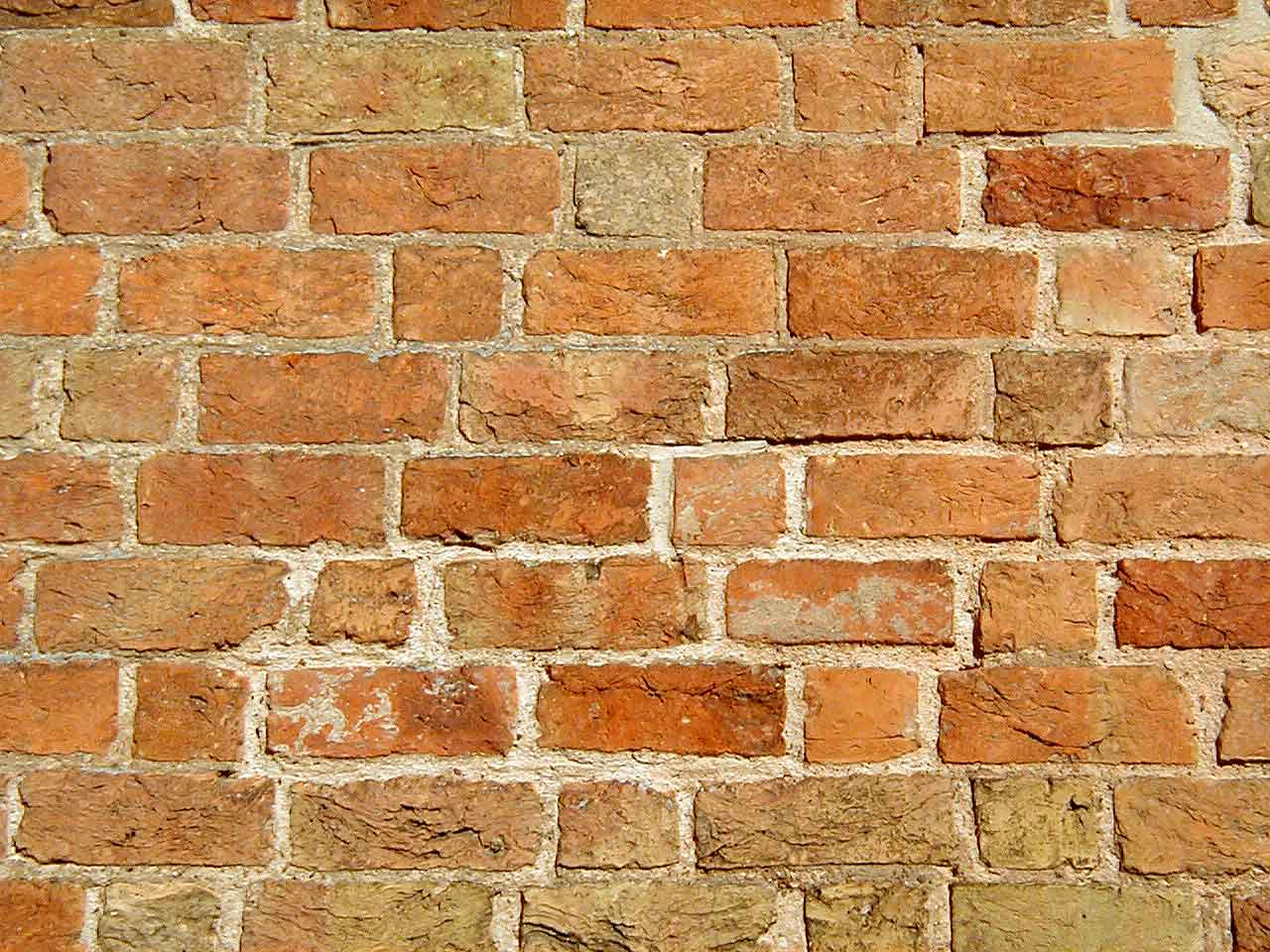
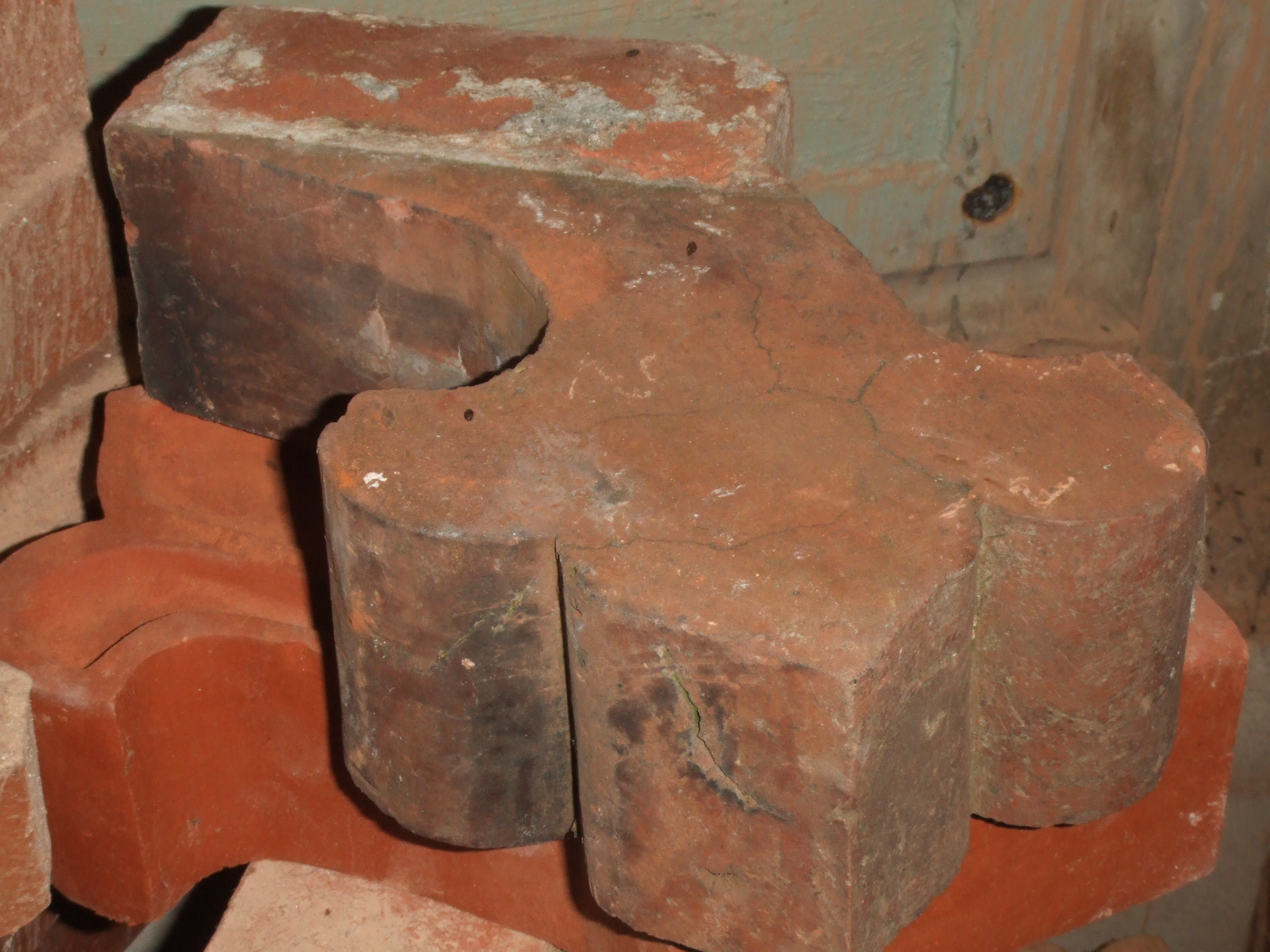
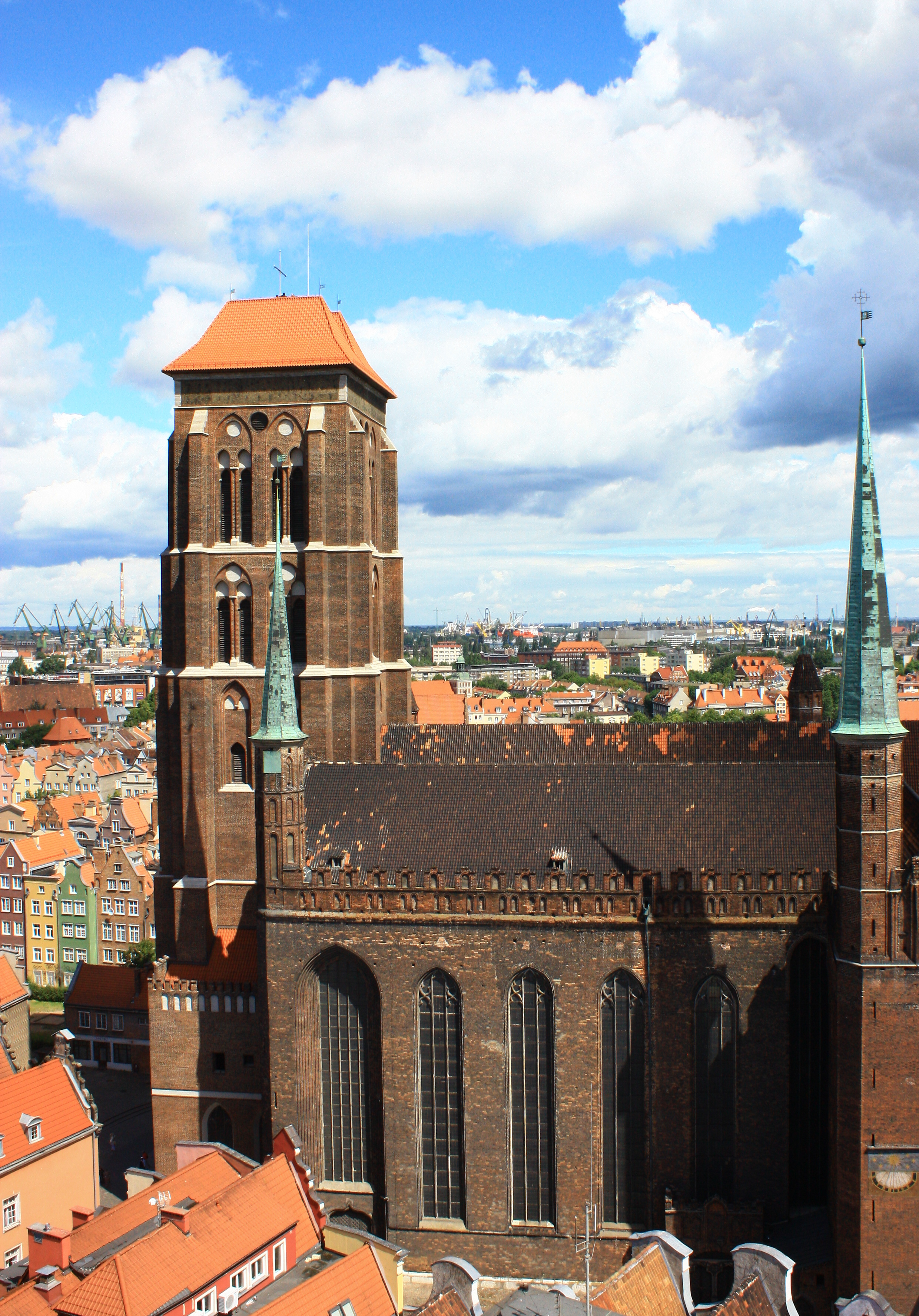
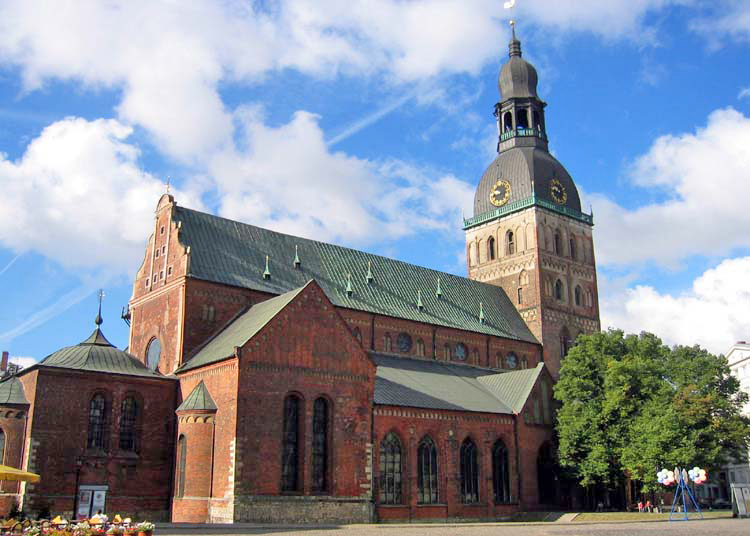
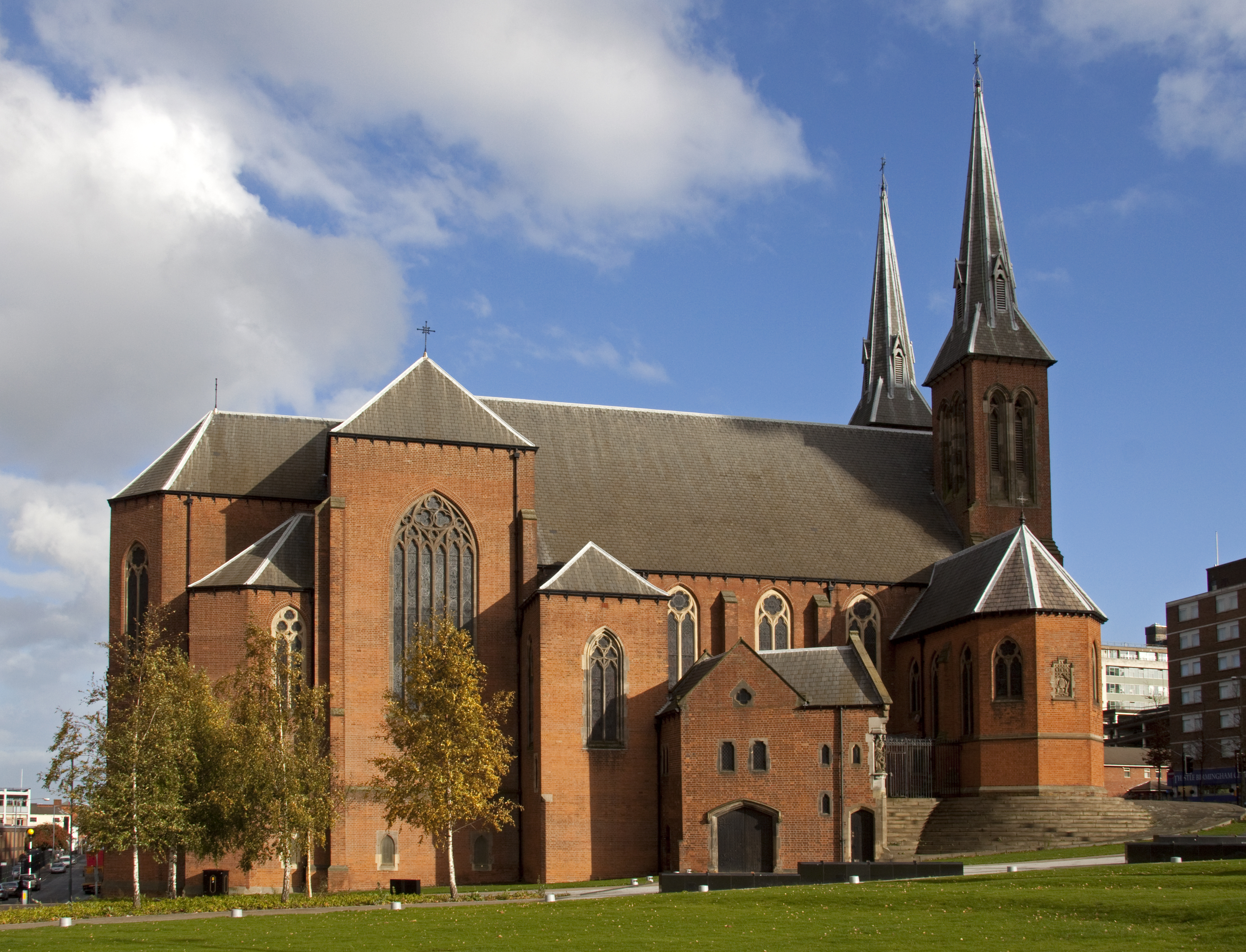
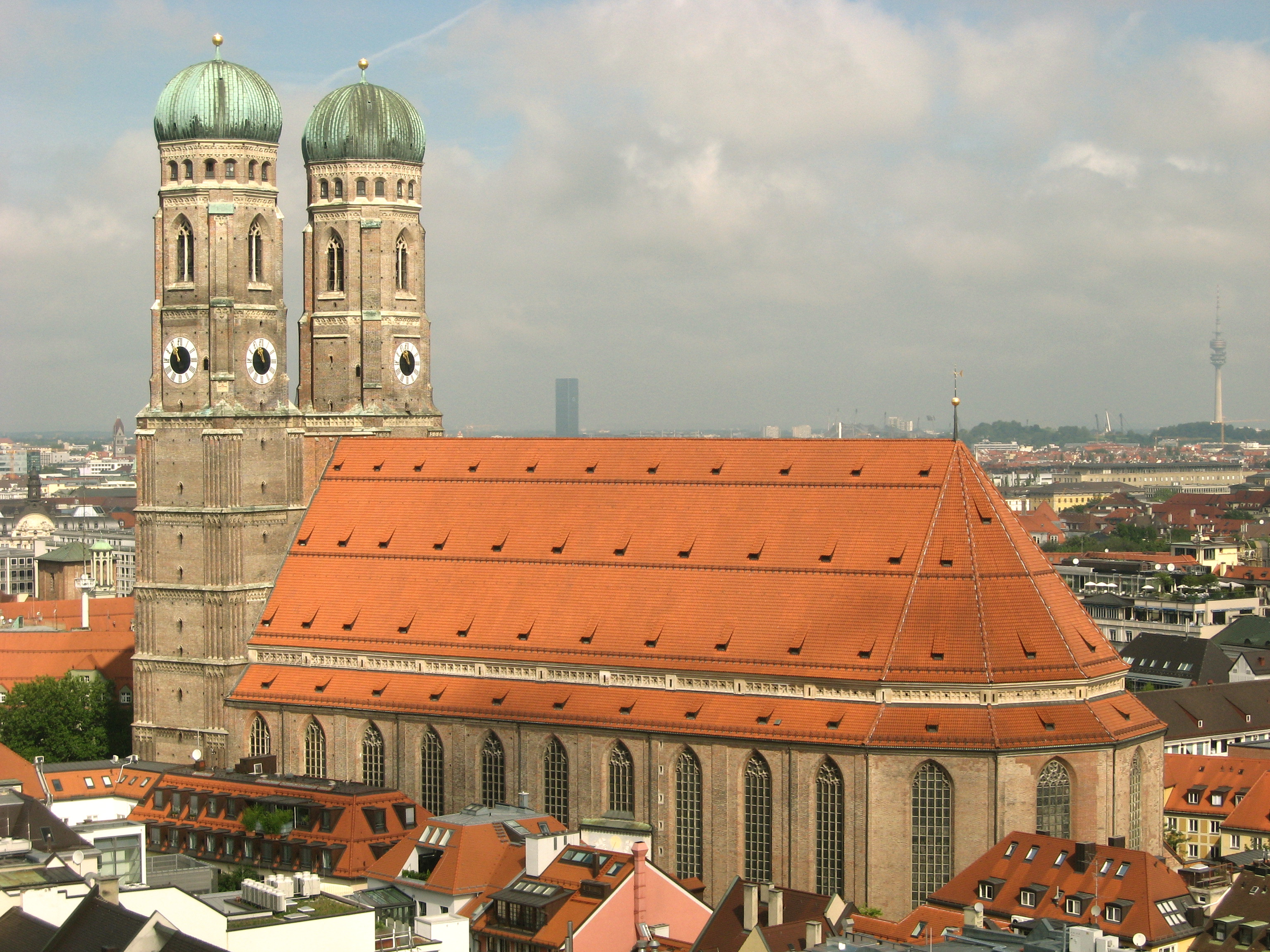
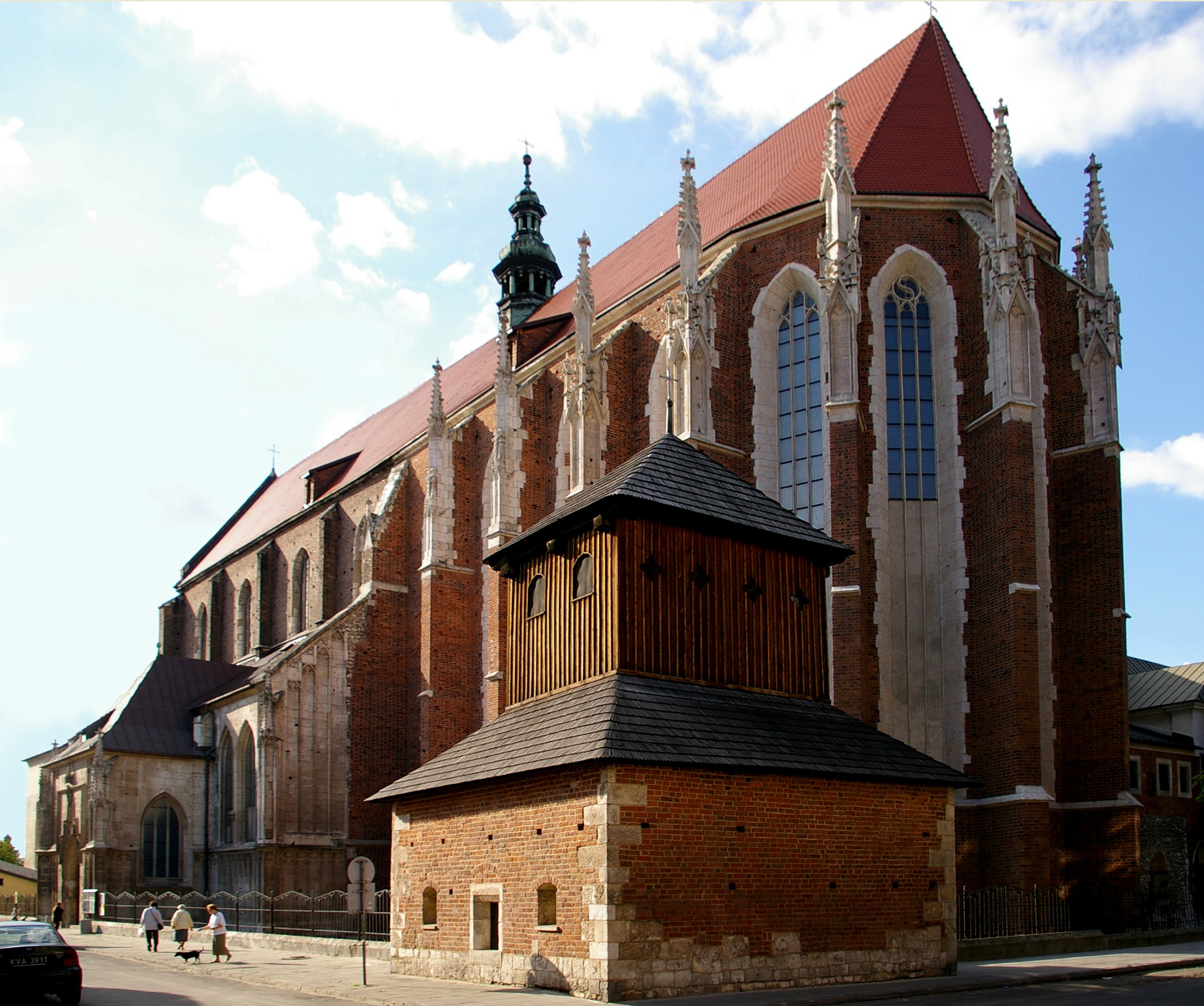
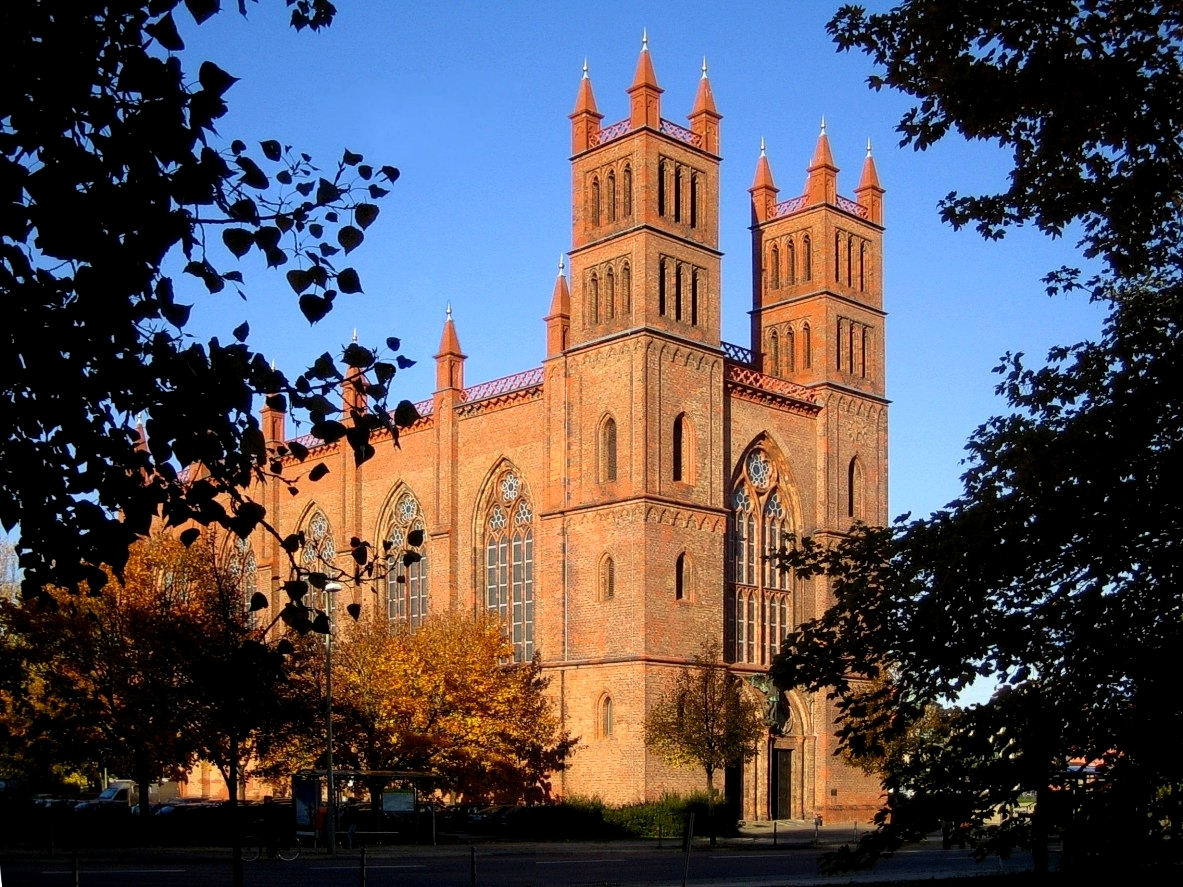